# Giovanni del Liechtenstein
Giovanni del Liechtenstein (nome completo in tedesco Johannes Franz Alfred Maria Caspar Melchior Balthasar; Vienna, 6 gennaio 1873 – Hollenegg, 3 settembre 1959) è stato un militare austriaco.

## Biografia

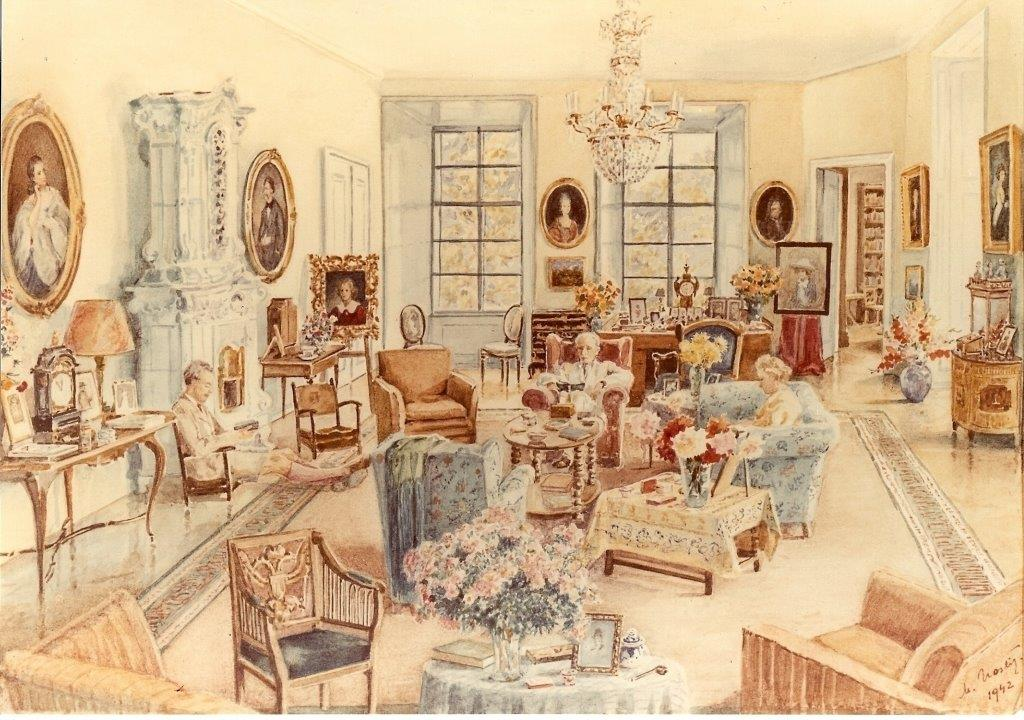
Giovanni nel castello di Zahrádky con la moglie e il figlio Emanuel, 1942 ca.

Il principe Giovanni nacque nel 1873 a Vienna, come sestogenito dei principi Alfredo ed Enrichetta. Nella stessa città frequentò lo Schottengymnasium, per poi intraprendere la carriera militare nella Marina, specie su torpediniera. Sposò Mária Gabriella "Marizza" Andrássy de Csíkszentkirály et Krasznahorka (1886-1961), prima dei tre figli del conte Geza (1856-1938) e della contessa Eleonore von Kaunitz (1862-1936), il 6 settembre 1906 a Budapest.
Dal 1912 al 1915 fu addetto navale a Roma, venendo richiamato con l'entrata in guerra del regno d'Italia, e dal 1917 al 1918 lavorò in veste di comandante della flotta della base navale di Cattaro. In quest'ultimo anno fu il rappresentante della Marina austro-ungarica ai negoziati con l'Italia nell'armistizio di Villa Giusti, di cui fu uno dei sette firmatari austriaci.
Finita la Grande Guerra si ritirò a vita privata e fu tra i più attivi sostenitori della restaurazione della dinastia degli Asburgo. Divenne nel 1921 il 1220⁰ cavaliere dell'Ordine del Toson d'oro austriaco. Nel 1937 fu nominato governatore dell'ordine di San Giorgio e ne riorganizzò la struttura dopo la guerra creando il St. Georgs-Klub con sede a Vienna.
Morì a Hollenegg nel 1959 all'età di 86 anni. Venne tumulato il 9 settembre nella cattedrale di San Florino a Vaduz.

## Discendenza
Giovanni del Liechtenstein e Mária Gabriella Andrássy de Csíkszentkirály et Krasznahorka ebbero quattro figli:
- Principe Alfred Geza Johann Dionys Maria Josef (Betliar, 27 giugno 1907 - Deutschlandsberg, 28 dicembre 1991), sposò il 16 aprile 1932 presso il castello di Hořín Ludmilla Anne Marie Melchiore von Lobkowicz (1908-1974), figlia di Friedrich (1881-1923) e di Josephine von Thun und Hohenstein (1886-1971):[8][9]
  - Principessa Maria Christina Anna Eleonore Henriette (1933-2009);
  - Principe Franz Geza Johannes Georg Thaddeus Konrad Maria (1935);
  - Principe Friedrich Emanuel Konrad Thaddaus Maria (1937-2010);
  - Principe Anton Florian Johannes Constantin Konrad Thaddaus (1940).
- Principe Emanuel (1908-1987);
- Principe Johannes (1910-1975), con la moglie Karoline von Ledebur-Wicheln (1912-1996) ebbe quattro figli;
- Principe Constantin (1911-2001), con la moglie Maria Elisabeth von Leutzendorff (1921-1944) ebbe una figlia.

## Titoli e trattamento
- 6 gennaio 1873 - 3 settembre 1959: Sua Altezza Serenissima, il principe Giovanni del Liechtenstein

## Ascendenza
|                                          |                                       |                                                      | Genitori                                                |  |  | Nonni |  |  | Bisnonni                              |  |  | Trisnonni                              |  |
|                                          |                                       |                                                      |                                                         |  |  |       |  |  | Giovanni I Giuseppe del Liechtenstein |  |  | Francesco Giuseppe I del Liechtenstein |  |
|                                          |                                       |                                                      |                                                         |  |  |       |  |  | Giovanni I Giuseppe del Liechtenstein |  |  | Francesco Giuseppe I del Liechtenstein |  |
|                                          |                                       | Leopoldina di Sternberg                              |                                                         |  |  |       |  |  | Giovanni I Giuseppe del Liechtenstein |  |  |                                        |  |
| Francesco di Paola del Liechtenstein     |                                       |                                                      |                                                         |  |  |       |  |  | Giovanni I Giuseppe del Liechtenstein |  |  |                                        |  |
|                                          |                                       | Giuseppa di Fürstenberg-Weitra                       | Joachim Egon zu Fürstenberg-Weitra                      |  |  |       |  |  |                                       |  |  |                                        |  |
|                                          |                                       | Giuseppa di Fürstenberg-Weitra                       | Joachim Egon zu Fürstenberg-Weitra                      |  |  |       |  |  |                                       |  |  |                                        |  |
|                                          |                                       | Giuseppa di Fürstenberg-Weitra                       | Sophia Theresia zu Oettingen-Wallerstein                |  |  |       |  |  |                                       |  |  |                                        |  |
| Alfredo del Liechtenstein                |                                       | Giuseppa di Fürstenberg-Weitra                       |                                                         |  |  |       |  |  |                                       |  |  |                                        |  |
|                                          |                                       | Alfred Wojciech Potocki                              | Jan Potocki                                             |  |  |       |  |  |                                       |  |  |                                        |  |
|                                          |                                       | Alfred Wojciech Potocki                              | Jan Potocki                                             |  |  |       |  |  |                                       |  |  |                                        |  |
|                                          |                                       | Alfred Wojciech Potocki                              | Julia Lubomirska                                        |  |  |       |  |  |                                       |  |  |                                        |  |
| Ewa Potocka                              |                                       | Alfred Wojciech Potocki                              |                                                         |  |  |       |  |  |                                       |  |  |                                        |  |
|                                          |                                       | Józefina Maria Czartoryska                           | Józef Klemens Czartoryski                               |  |  |       |  |  |                                       |  |  |                                        |  |
|                                          |                                       | Józefina Maria Czartoryska                           | Józef Klemens Czartoryski                               |  |  |       |  |  |                                       |  |  |                                        |  |
|                                          |                                       | Józefina Maria Czartoryska                           | Dorota Barbara Jabłonowska                              |  |  |       |  |  |                                       |  |  |                                        |  |
| Giovanni del Liechtenstein               |                                       | Józefina Maria Czartoryska                           |                                                         |  |  |       |  |  |                                       |  |  |                                        |  |
|                                          | Giovanni I Giuseppe del Liechtenstein | Francesco Giuseppe I del Liechtenstein               |                                                         |  |  |       |  |  |                                       |  |  |                                        |  |
|                                          | Giovanni I Giuseppe del Liechtenstein | Francesco Giuseppe I del Liechtenstein               |                                                         |  |  |       |  |  |                                       |  |  |                                        |  |
|                                          | Giovanni I Giuseppe del Liechtenstein | Leopoldina di Sternberg                              |                                                         |  |  |       |  |  |                                       |  |  |                                        |  |
| Luigi II del Liechtenstein               | Giovanni I Giuseppe del Liechtenstein |                                                      |                                                         |  |  |       |  |  |                                       |  |  |                                        |  |
|                                          |                                       | Giuseppa di Fürstenberg-Weitra                       | Joachim Egon zu Fürstenberg-Weitra                      |  |  |       |  |  |                                       |  |  |                                        |  |
|                                          |                                       | Giuseppa di Fürstenberg-Weitra                       | Joachim Egon zu Fürstenberg-Weitra                      |  |  |       |  |  |                                       |  |  |                                        |  |
|                                          |                                       | Giuseppa di Fürstenberg-Weitra                       | Sophia Theresia zu Oettingen-Wallerstein                |  |  |       |  |  |                                       |  |  |                                        |  |
| Enrichetta del Liechtenstein             |                                       | Giuseppa di Fürstenberg-Weitra                       |                                                         |  |  |       |  |  |                                       |  |  |                                        |  |
|                                          |                                       | Franz de Paula Joseph Kinsky von Wchinitz und Tettau | Joseph Kinsky von Wchinitz und Tettau                   |  |  |       |  |  |                                       |  |  |                                        |  |
|                                          |                                       | Franz de Paula Joseph Kinsky von Wchinitz und Tettau | Joseph Kinsky von Wchinitz und Tettau                   |  |  |       |  |  |                                       |  |  |                                        |  |
|                                          |                                       | Franz de Paula Joseph Kinsky von Wchinitz und Tettau | Rosa von Harrach                                        |  |  |       |  |  |                                       |  |  |                                        |  |
| Franziska Kinsky von Wchinitz und Tettau |                                       | Franz de Paula Joseph Kinsky von Wchinitz und Tettau |                                                         |  |  |       |  |  |                                       |  |  |                                        |  |
|                                          |                                       | Therese von Wrbna und Freudenthal                    | Rudolf von Wrbna und Freudenthal                        |  |  |       |  |  |                                       |  |  |                                        |  |
|                                          |                                       | Therese von Wrbna und Freudenthal                    | Rudolf von Wrbna und Freudenthal                        |  |  |       |  |  |                                       |  |  |                                        |  |
|                                          |                                       | Therese von Wrbna und Freudenthal                    | Maria Theresia Antonia von Kaunitz-Rietberg-Questenberg |  |  |       |  |  |                                       |  |  |                                        |  |
|                                          |                                       | Therese von Wrbna und Freudenthal                    |                                                         |  |  |       |  |  |                                       |  |  |                                        |  |